# Eupithecia dentifascia
Eupithecia dentifascia är en fjärilsart som beskrevs av George Francis Hampson 1891. Eupithecia dentifascia ingår i släktet Eupithecia och familjen mätare. Inga underarter finns listade i Catalogue of Life.